# اینتا کالموویچا
اینتا کالموویچا (انگلیسی: Inta Kļimoviča؛ زادهٔ ۱۴ دسامبر ۱۹۵۱) ورزشکار دو و میدانی اهل لتونی است.